# Autópálya M44
Autópálya M44 (ungarisch für ‚Autobahn M44‘) ist eine in West-Ost-Richtung verlaufende Autostraße in Ungarn. Sie beginnt bei Nagykőrös und endet bei Békéscsaba, wo sie in die Hauptstraße 44 übergeht. Eine Autobahn auf rumänischer Seite ist nicht geplant. Aus Kostengründen wird die Schnellstraße ohne Pannenstreifen gebaut.
Der Spatenstich für das längste Teilstück von Kondoros bis Tiszakürt wurde am 21. Dezember 2016 vollzogen. Dieser Teilabschnitt wurde am 2. September 2019 eröffnet.

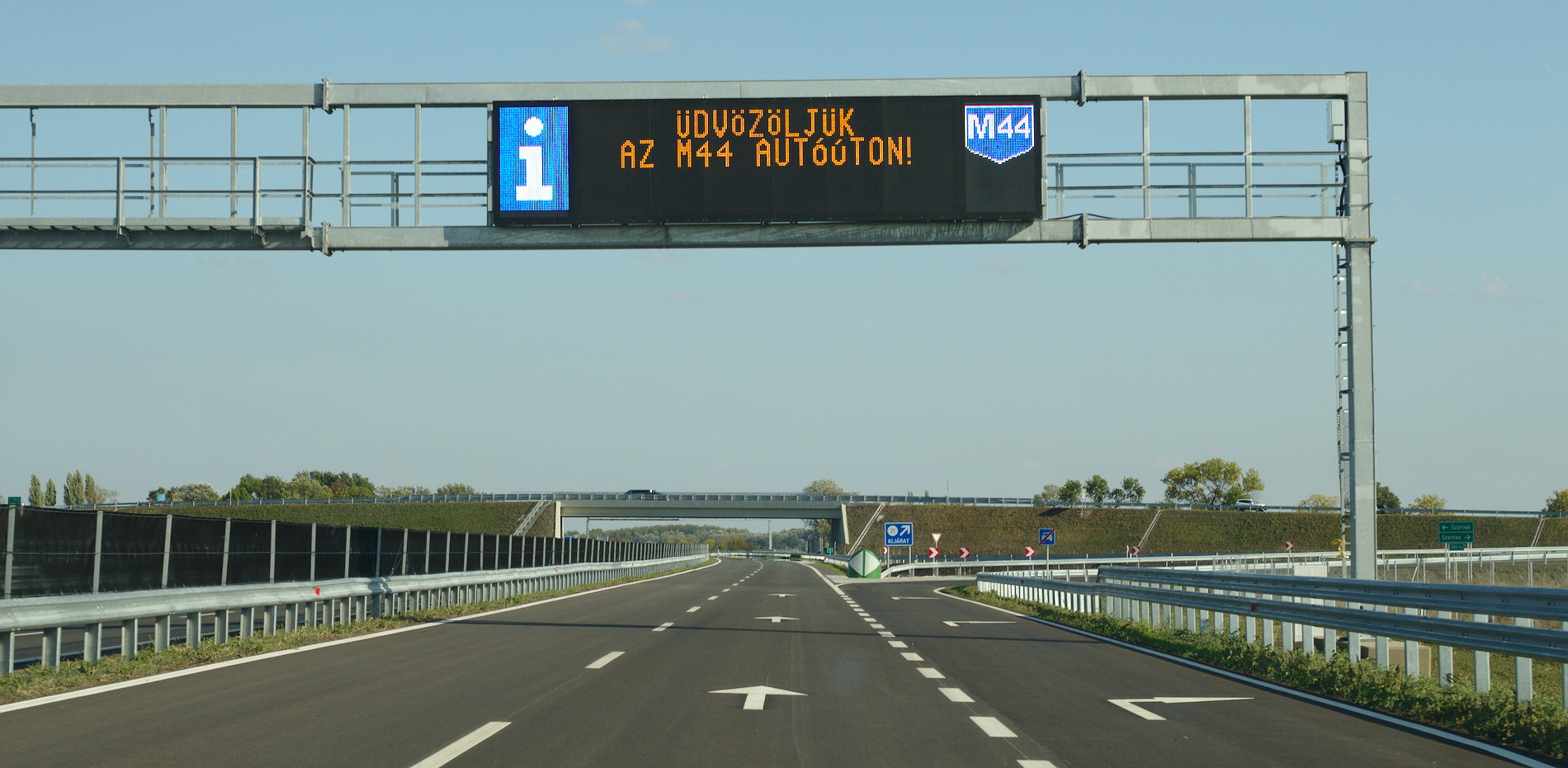
Der eröffnete Abschnitt bei Szarvas

## Abschnitte
| Abschnitt                                  | Länge   | Inbetriebnahme    |
| ------------------------------------------ | ------- | ----------------- |
| Nagykőrös (Autobahndreieck M8) – Lakitelek | 21 km   | ?                 |
| Lakitelek – Tiszakürt                      | 10,1 km | 2021 Dezember     |
| Tiszakürt – Kondoros                       | 61,4 km | 2. Oktober 2019   |
| Kondoros – Békéscsaba                      | 18 km   | 11. Dezember 2020 |